# Dotočná
Dotočná je společenské setkání, na němž herci a tvůrci filmu zpětně hodnotí natočený film nebo seriál. Může se konat ještě před finálním zpracováním díla a jeho premiérou. Historky ze setkání se mohou stát základem pro další film. Tak vznikl snímek Jana Svěráka nazvaný Obecná škola. Inspirací k sepsání jeho scénáře se Zdeňku Svěrákovi staly právě vzpomínky na školní léta, které on a kameraman Ota Kopřiva na setkání po Olmerově filmu Jako jed vyprávěli.